# Göncz Árpád városközpont (stanice metra v Budapešti)
Göncz Árpád városközpont (do roku 2020 Árpád híd) je stanice budapešťského metra na lince M3, která leží v severní části Budapešti. Nachází se nedaleko Árpádova mostu. Stanice byla vybudována v roce 1984. Stanice je v hloubce 4 m pod zemí a má dvě boční nástupiště. Do roku 1990 byla stanice koncová, ve směru z centra je k dispozici střední obratová kolej umožňující obracení vlaků. V místě je umožněn přestup na tramvajovou linku 1.